# Francis M. Drake

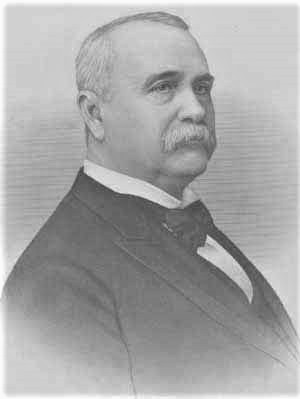
Francis M. Drake

Francis Marion Drake (* 30. Dezember 1830 in Rushville, Illinois; † 20. November 1903 in Centerville, Iowa) war ein US-amerikanischer Politiker und von 1896 bis 1898 der 16. Gouverneur von Iowa.

## Frühe Jahre und Aufstieg
Im Jahr 1837 zog Francis Drake mit seinen Eltern nach Fort Madison in Iowa. Dort besuchte er die örtlichen Schulen. Danach begann er ein abenteuerliches Leben. Er begleitete unter anderem Siedlertrecks über die Prärien und die Rocky Mountains nach Kalifornien. Während des Amerikanischen Bürgerkriegs stieg er in der Armee der Union bis zum Brigadegeneral auf. Er wurde mehrfach verwundet und geriet zwischenzeitlich in Kriegsgefangenschaft.
Im Anschluss an seine Militärzeit begann er ein Jurastudium. Nach seiner Zulassung als Rechtsanwalt begann er in seinem neuen Beruf zu arbeiten, wobei er sich einen guten Ruf als Strafverteidiger erwarb. Gleichzeitig engagierte sich Drake im Eisenbahngeschäft. Dadurch wurde er ein reicher Mann, der mit seinem Geld einige Schulen und seine Kirchengemeinde unterstützte. Er gründete auch die nach ihm benannte Drake University.

## Politische Laufbahn
Vor 1895 war Drake nicht politisch aktiv. In diesem Jahr wurde er als Kandidat der Republikanischen Partei zum neuen Gouverneur von Iowa gewählt. Drake trat sein neues Amt am 16. Januar 1896 an. In seiner zweijährigen Amtszeit kümmerte er sich um die Verbesserung der Infrastruktur seines Staates. Das betraf vor allem den Ausbau der Wasserstraßen, des Eisenbahnnetzes und der Landstraßen. Auch das Schulwesen wurde gefördert. In der Frage der Prohibition überließ es der Gouverneur den lokalen Behörden, selbständig für sich zu entscheiden, welche Regelungen sie einführen wollten. Im Jahr 1897 verzichtete Drake aus gesundheitlichen Gründen auf eine erneute Kandidatur. Daher schied er am 13. Januar 1898 aus seinem Amt aus.

## Weiterer Lebensweg
Nach seiner Gouverneurszeit zog sich Drake aus der Politik zurück. Er verstarb im November 1903 und wurde auf dem Friedhof von Centerville beigesetzt. Francis Drake war mit Mary Jane Clerk verheiratet, mit der er sieben Kinder hatte.